# Büchlberg

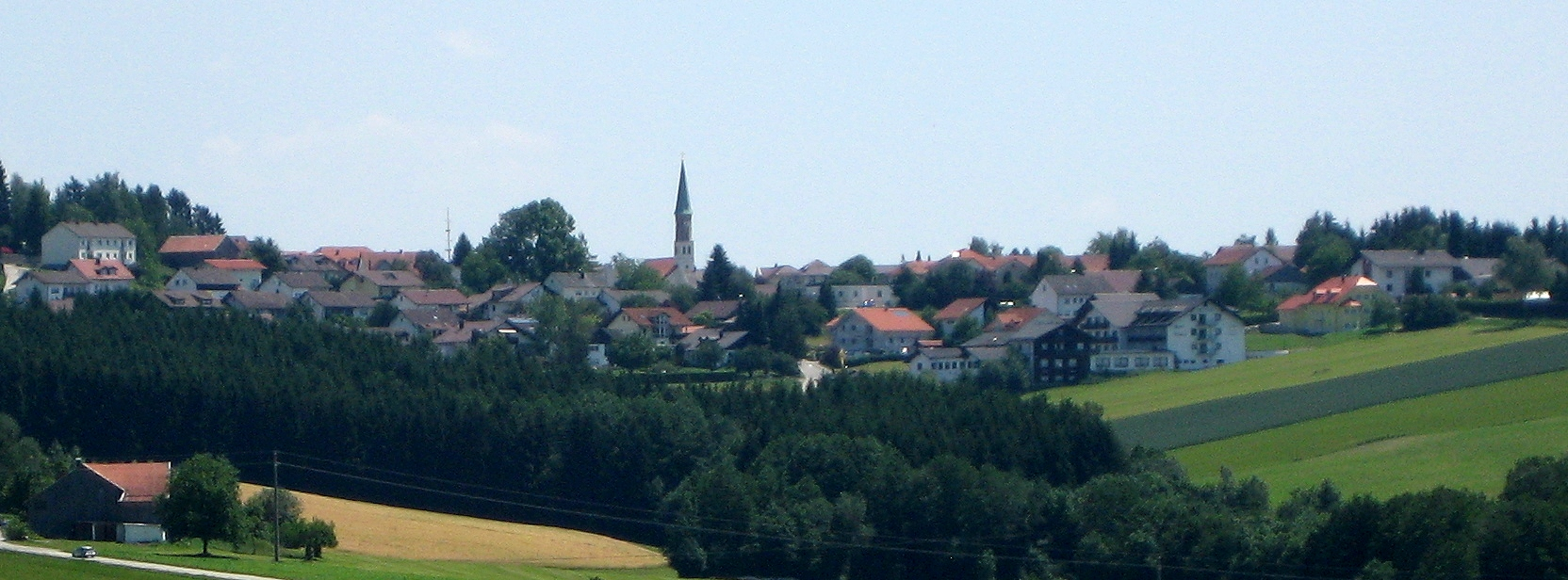
Büchlberg von Hutthurm aus gesehen

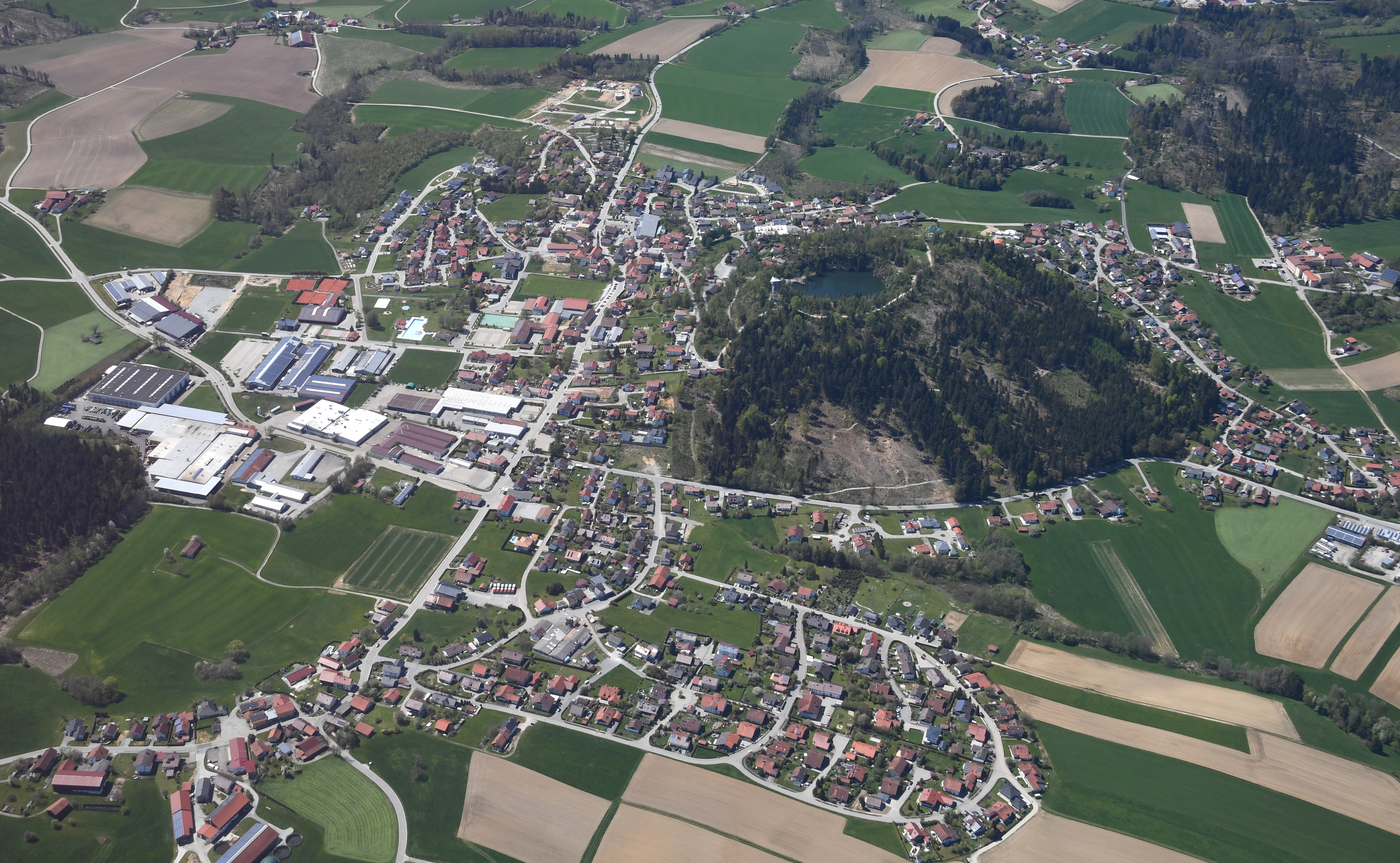
Luftbild von Büchlberg

Büchlberg ist ein staatlich anerkannter Erholungsort und eine Gemeinde im niederbayerischen Landkreis Passau. Bis 1950 lag Büchlberg auf dem Gebiet der damaligen Gemeinde Leoprechting, existierte allerdings bereits damals schon als eigener Ort. 1950 wurde der Sitz der Gemeinde nach Büchlberg verlegt.

## Geografie
Der Ort liegt in der Region Donau-Wald im südlichen Bayerischen Wald. Die Ortschaft befindet sich rund 13 Kilometer nordöstlich von Passau, 22 Kilometer südlich von Freyung sowie jeweils 10 Kilometer von Hauzenberg und Waldkirchen entfernt.

### Nachbargemeinden
- Hutthurm (Markt)
- Salzweg (Gemeinde)
- Thyrnau (Gemeinde)
- Hauzenberg (Stadt)
- Waldkirchen (Stadt)
- Röhrnbach (Markt)

### Gemeindegliederung
Es gibt 36 Gemeindeteile (in Klammern ist der Siedlungstyp angegeben):
- Bärnreuth (Dorf)
- Büchlberg (Pfarrdorf)
- Denkhof (Pfarrdorf)
- Draxing (Weiler)
- Eberhardsberg (Dorf)
- Edthof (Dorf)
- Freihof (Einöde)
- Freimadlsäge (Weiler)
- Germannsberg (Weiler)
- Gummering (Weiler)
- Gutwiesen (Dorf)
- Haizing (Weiler)
- Hartingerhof (Weiler)
- Heideck (Einöde)
- Heiligenbrunnmühle (Einöde)
- Hof (Weiler)
- Kammerwetzdorf (Dorf)
- Kittlmühle (Einöde)
- Kothmühle (Einöde)
- Manzenberg (Dorf)
- Mitterbrünst (Dorf)
- Nirsching (Weiler)
- Oberkatzendorf (Dorf)
- Obermühle (Weiler)
- Reitberg (Einöde)
- Saderreut (Dorf)
- Schwieging (Weiler)
- Schwolgau (Dorf)
- Sölling (Dorf)
- Steinberg (Weiler)
- Steinmühle (Einöde)
- Tannöd (Dorf)
- Unterkatzendorf (Weiler)
- Windpassing (Weiler)
- Wolfschädlmühle (Einöde)
- Wotzing (Einöde)

Es gibt die Gemarkungen Donauwetzdorf, Leoprechting, Nirsching und Raßberg.

## Geschichte

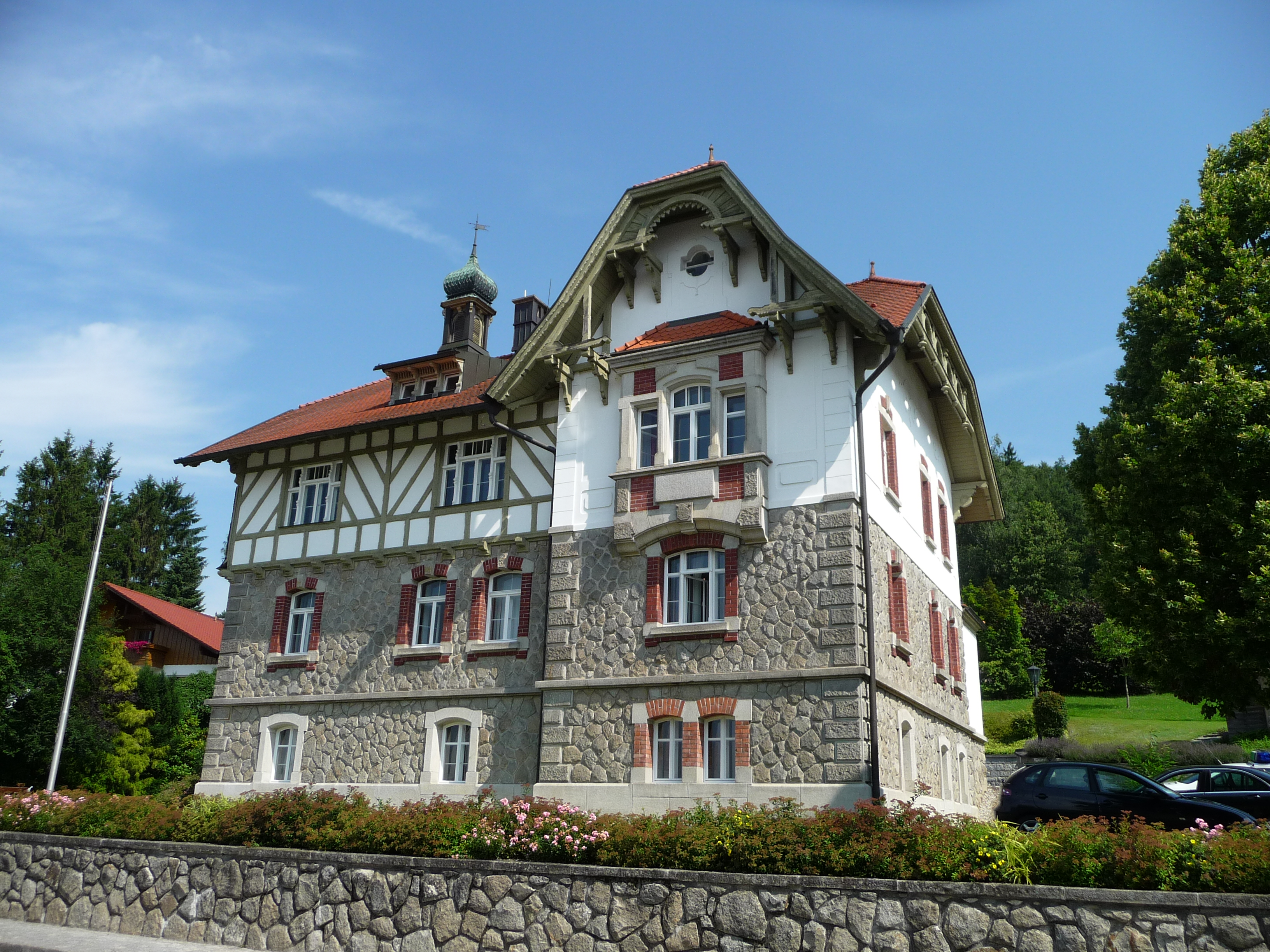
Das Rathaus

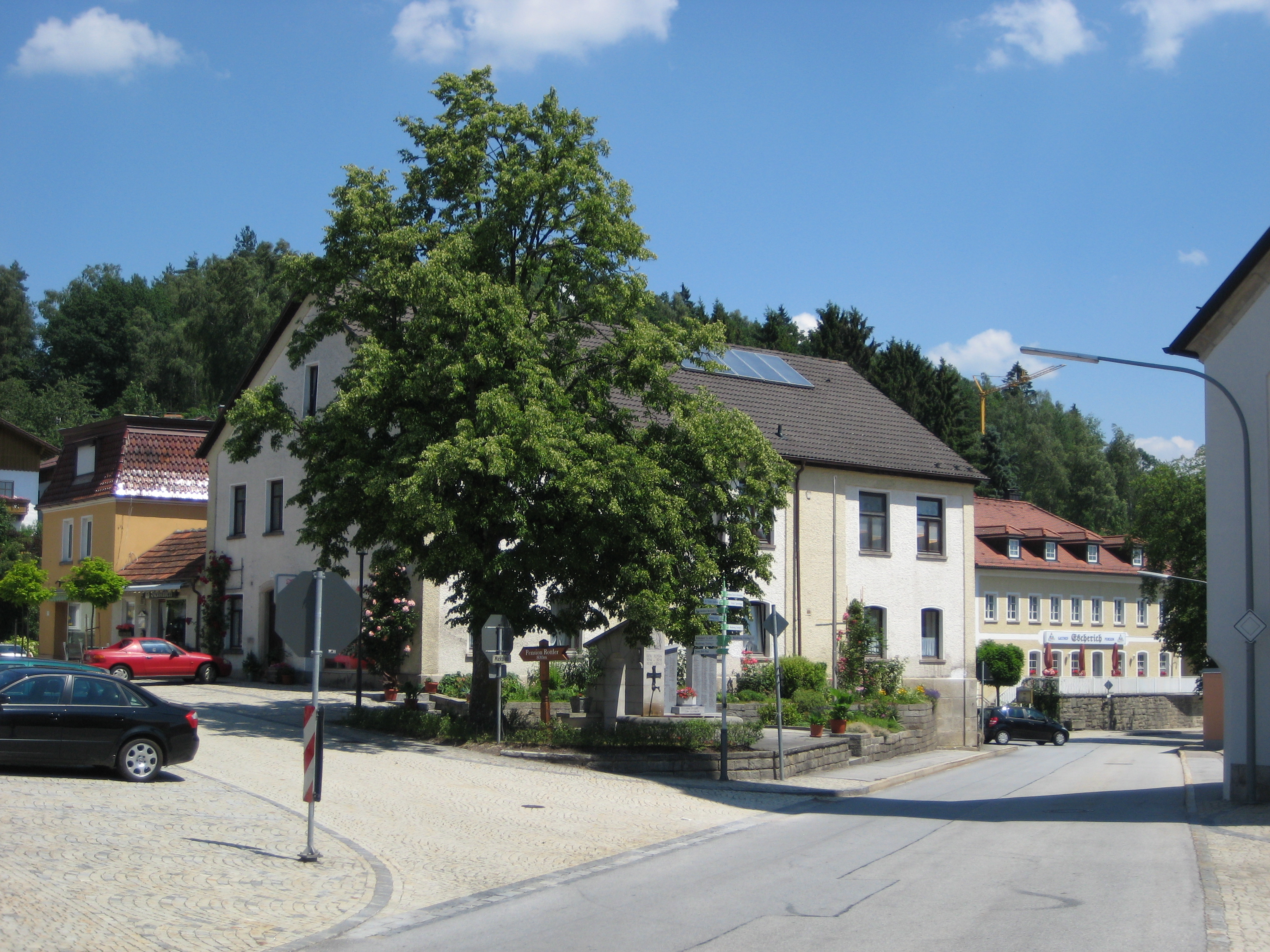
Der Marktplatz

### Bis zur Gemeindegründung
Büchlberg gehörte ursprünglich zum Abteiland, dem Besitz des Klosters Niedernburg, und fiel über dieses an das Hochstift Passau. In kirchlicher Hinsicht unterstand es zunächst der Pfarrei Hutthurm. Die örtliche Kapelle brannte 1723 nach einem Blitzschlag nieder. Die daraufhin neu gebaute Kirche wurde 1726 am Fest des hl. Ulrich eingeweiht. Durch das Gnadenbild Maria mit dem geneigten Haupt entwickelte sie sich zur Wallfahrtskirche.
Im Kontext der Säkularisation fiel Büchlberg 1803 zusammen mit dem größten Teil des hochstiftlichen Gebietes an Ferdinand von Toskana und kam erst 1805 zu Bayern. Im Jahr 1818 wurde die Gemeinde Leoprechting gegründet, die 1950 in Büchlberg umbenannt wurde.

### 19. Jahrhundert
Der Ort gehörte zum Steuerdistrikt Leoprechting im Amt Hutthurm. Nach der Gründung des Bezirksamtes Passau gehörte Büchlberg zum Verwaltungsbereich Leoprechting. Kirchlich wurde es 1873 zur Expositur der Pfarrei Hutthurm und 1893 zur selbstständigen Pfarrei erhoben. 1861 war Büchlberg einer der 23 Orte der Gemeinde Leoprechting im Landgericht Passau I und hatte 91 Einwohner. Die weiteren Orte der Gemeinde waren damals Bernbach, Edthof, Freihof, Gummering, Gutwiesen, Haideck, Hofwirthmühl, Kringel, Leoprechting, Neuhäuser, Oberkatzendorf, Obermühl, Praßreith, Reitberg, Saderreith, Schwieging, Schwolgau, Thannöd, Traxing, Unterkatzendorf, Witzingerreith und Wolfschiedelmühle. Der bis dahin landwirtschaftlich geprägte Ort erfuhr seit Ende des 19. Jahrhunderts durch einen Granitsteinbruch einen wirtschaftlichen Aufschwung.

### 20. Jahrhundert
Bis zum Jahr 1900 hatten sich die Ortsnamen teils deutlich verändert und die Gemeinde hatte noch 22 Orte, abgegangen war Hofwirthsmühl.
Am Ende des Zweiten Weltkrieges konnte der Ort nach der Flucht deutscher Truppen am 30. April 1945 kampflos an US-amerikanische Streitkräfte übergeben werden.
1946 wurden die Gemeindeteile Bärnbach, Kringell, Leoprechting und Neuhäuser nach Hutthurm umgegliedert, Büchlberg verblieb in der Gemeinde Leoprechting und wurde der Hauptort der Gemeinde. 1949 wurden Haizing, Kammerwetzdorf, Kittlmühle und Mitterbrünst aus der Gemeinde Donauwetzdorf in die Gemeinde Leoprechting eingegliedert. Am 14. April 1950 wurde die Gemeinde Leoprechting in Gemeinde Büchlberg umbenannt.
Seit Ende der 1950er Jahre hat der Tourismus Bedeutung. In den späten 1960er Jahren wurde der Steinbruch infolge Absatzmangels aufgelassen und ist heute Landschaftsschutzgebiet. Im Jahre 1976 erhielt Büchlberg das Prädikat „Staatlich anerkannter Erholungsort“.

### Eingemeindungen
Am 1. Juli 1972 wurde im Zuge der Gebietsreform in Bayern die Gemeinde Nirsching eingegliedert. Die Gemeindeteile Manzenberg und Hartingerhof kamen am 1. Mai 1978 von Hauzenberg zu Büchlberg, sechs Jahre nachdem sie am 1. Juli 1972 bei der Auflösung der Gemeinde Raßberg zur Gemeinde Hauzenberg kamen. Dadurch erfuhr die politische Gemeinde eine erhebliche Vergrößerung.

### Einwohnerentwicklung
Im Zeitraum 1988 bis 2018 wuchs die Gemeinde von 3385 auf 4172 um 787 Einwohner bzw. um 23,3 %.
| Jahr | Einwohner |
| ---- | --------- |
| 1961 | 2662      |
| 1970 | 2861      |
| 1987 | 3331      |
| 1991 | 3648      |
| 1995 | 3804      |
| 2000 | 3939      |
| 2005 | 4100      |
| 2010 | 4110      |
| 2015 | 4104      |

## Politik

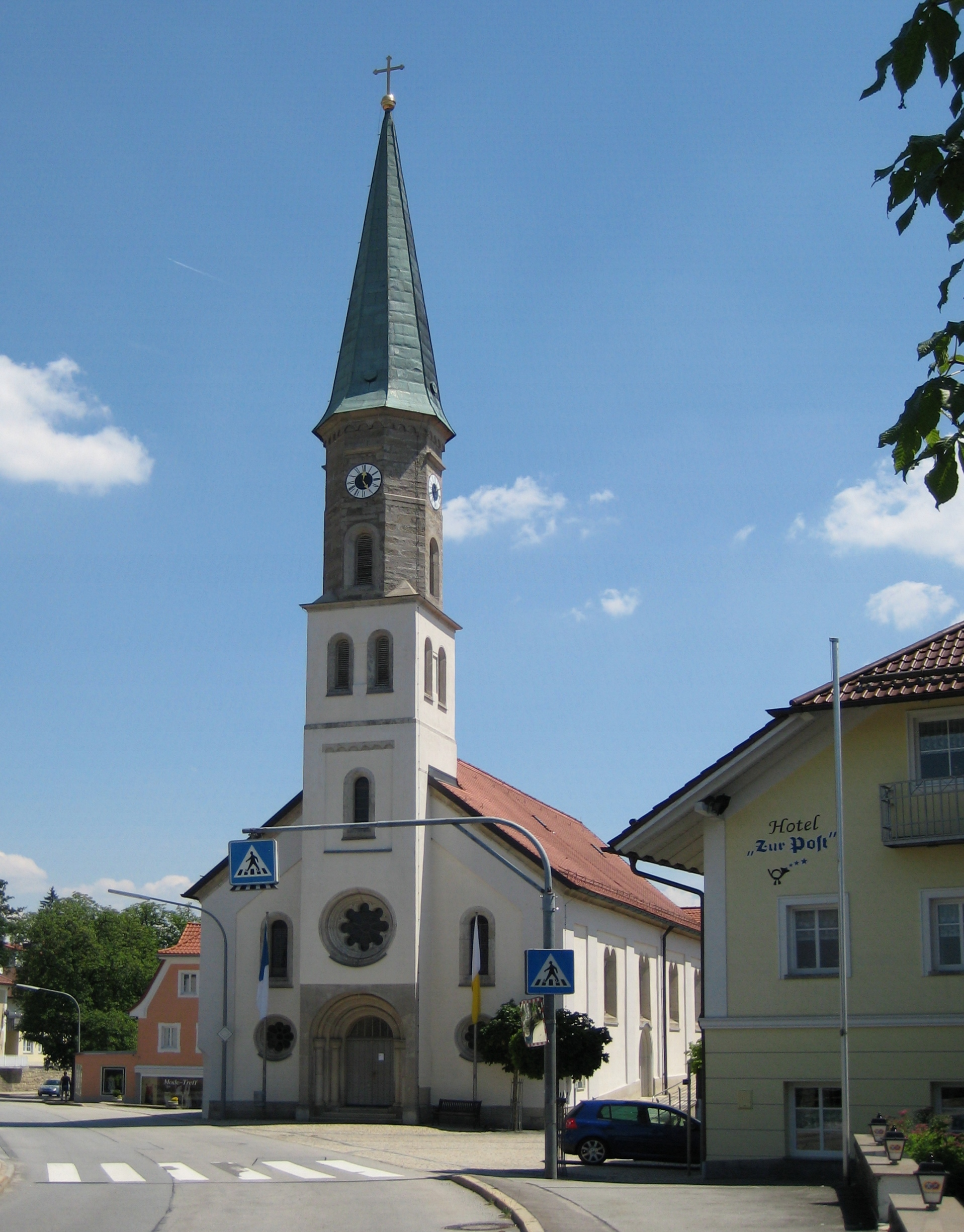
Pfarrkirche

### Bürgermeister
Erster Bürgermeister ist seit 1. Mai 2020 Josef Hasenöhrl (FWG); dieser wurde bei zwei Mitbewerbern am 15. März 2020 mit 56,81 % der Stimmen gewählt. Sein Vorgänger war vom 1. Oktober 2000 bis 30. April 2020 Norbert Marold (Freie Wähler Gemeinschaft).

### Gemeinderat
Der Gemeinderat setzte sich seit der Kommunalwahl am 2. März 2008 wie folgt zusammen:
- CSU 6 Sitze (38,1 %)
- FWG: 6 Sitze (34,0 %)
- SPD: 4 Sitze (25,4 %)

Die Kommunalwahl 2014 ergab keine Veränderung der Sitzverteilung.
Die Kommunalwahl 2020 ergab folgendes Bild:
- CSU 7 Sitze
- FWG: 7 Sitze
- SPD: 2 Sitze

Bei der Kommunalwahl vom 15. März 2020 haben von den 3361 Stimmberechtigten 2313 vom Wahlrecht Gebrauch gemacht, womit die Wahlbeteiligung bei 68,82 % lag.

### Wappen und Flagge
| Wappen von Büchlberg | Blasonierung: „Gespalten von Silber und Blau, vorne ein linksgewendeter, steigender roter Wolf, hinten drei (2:1) silberne Halbmonde, oben voneinander abgekehrt, unten schräg links gestellt.“ |
| Wappen von Büchlberg | Wappenbegründung: Der rote Wolf entstammt dem Wappen des Passauer Hochstifts und erinnert an die Schenkung von Büchlberg mit dem Kloster Niedernburg durch Kaiser Friedrich Barbarossa im Jahr 1161 an den Bischof von Passau, Konrad I. von Babenberg. Bis zur Säkularisation 1803 hatte das Fürstbistum Passau die Landesherrschaft im Gemeindegebiet inne. Die drei silbernen Halbmonde im blauen Feld entstammen dem Wappen des niederbayerischen Adelsgeschlechts der Puchberger, die sich nach ihrem Stammsitz Büchlberg nannten und als früheste Grundherren im Ort nachweisbar sind. Die Farben Silber und Blau weisen zudem als bayerische Landesfarben auf die Einbeziehung des Hochstifts Passau in das Königreich Bayern zu Beginn des 19. Jahrhunderts hin. Das Wappen wird seit 1958 geführt. |

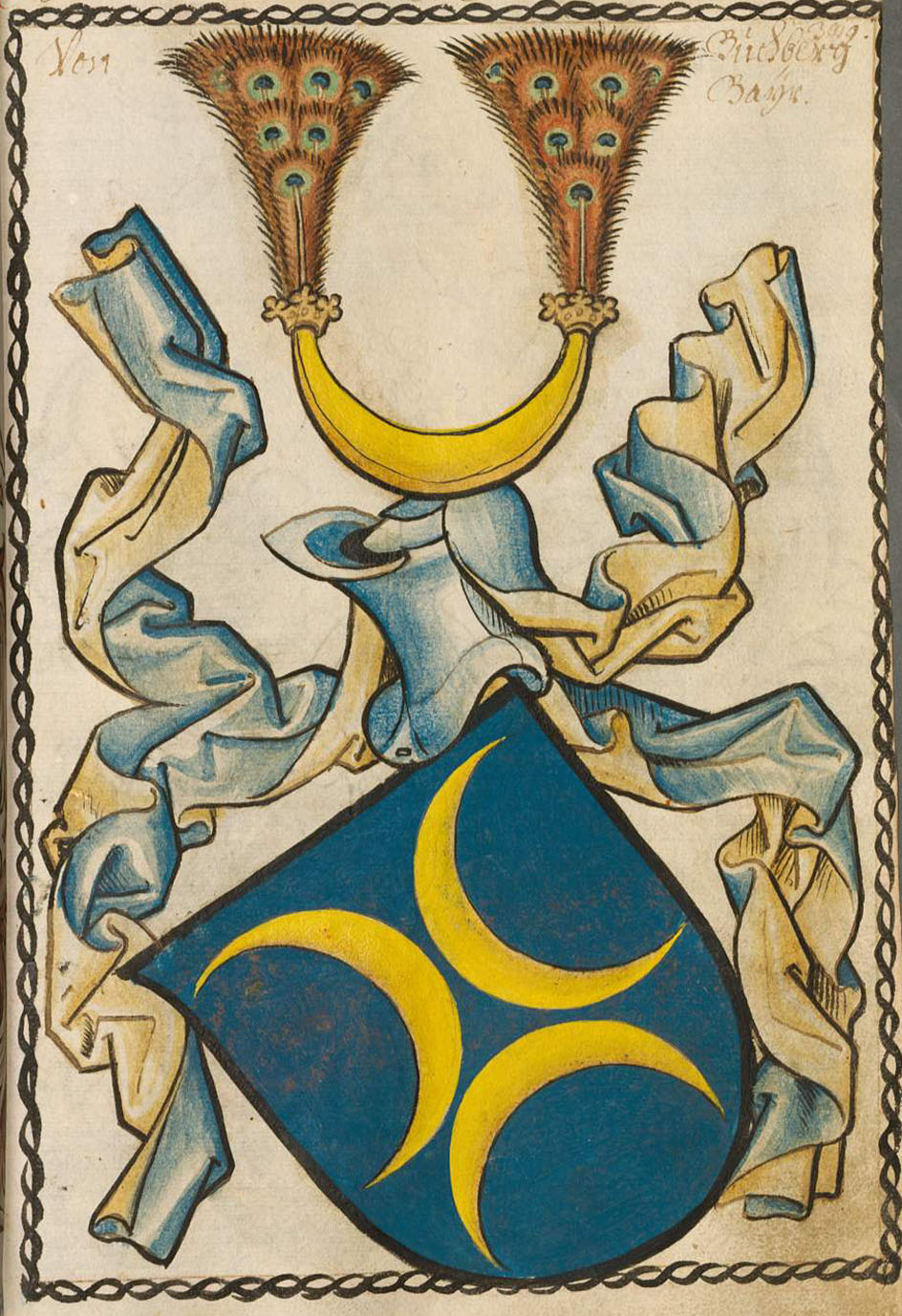
Wappen der Puchberger

Als inoffizielle Gemeindefahne wird eine weiß-blaue Flagge mit dem Gemeindewappen verwendet.

## Sehenswürdigkeiten
- Pfarrkirche St. Ulrich mit spätgotischem Chor. Das barocke Langhaus wurde 1725 erbaut und 1837 verlängert. Der Turm mit dem Spitzhelm entstand 1837. In der Kirche befinden sich das Gnadenbild Maria mit dem geneigten Haupt aus der Zeit um 1753 und zahlreiche Votivbilder.

## Bildung
- Kindergarten mit 104 Kindern (Stand: 1. September 2016)[18]
- Grundschule Büchlberg: 142 Schüler und neun hauptamtliche Lehrkräfte (Stand: 2017/2018)[19]

## Persönlichkeiten
- Michael Simon Reis (* 1984), Koch